# تونج سويار
تونج سويار (بالتركية: Tunç Soyer)‏ من مواليد 1959. هو سياسي تركي وعضو حزب الشعب الجمهوري الذي يشغل حاليًا منصب عمدة مدينة إزمير، ثالث أكبر مدينة في تركيا. اُنتِخب لهذا المنصب في انتخابات البلدية 2019. شغل سابقًا منصب رئيس بلدية سفيريهيسار، وهي منطقة ساحلية في إزمير، من 2009 إلى 2019.